# Chantal Maillard
Pour les articles homonymes, voir Maillard.
 (avril 2014).
Si vous disposez d'ouvrages ou d'articles de référence ou si vous connaissez des sites web de qualité traitant du thème abordé ici, merci de compléter l'article en donnant les références utiles à sa vérifiabilité et en les liant à la section « Notes et références ».
 (avril 2021).
Œuvres principales
- Matar a Platón
- Hilos

Chantal Maillard, née à Bruxelles en 1951, est une poète, écrivain et professeur hispano-belge d'expression espagnole qui réside à Malaga depuis 1963.

## Biographie
Docteur en Philosophie de l'Université de Malaga, elle se spécialise en Philosophies et Religions de l'Inde à l'Université hindoue de Bénarès (Bénarès, Inde). Elle acquiert la nationalité espagnole en 1969. L'esthétique et la pensée orientale sont les principaux sujets de ses essais. Elle a été professeur d'Esthétique et de Philosophie des Arts à l'Université de Malaga jusqu'en 2000, où elle impulsa les études comparées.
Elle est auteur de poésie, de carnets, et d'essais. Elle reçoit, comme poète, entre autres, le Prix national de Poésie 2004 avec Matar a Platón, et avec Hilos, le Prix National de la Critique et le Prix Andalousie de la Critique, tous deux en 2007. 
Elle a collaboré à partir de 1998 à quelques-uns des principaux journaux du pays, ABC et El País. 
Elle réalise, à partir de ses œuvres, divers projets interdisciplinaires avec des artistes de différentes nationalités, qu'elle représente sur scène.

## Publications

### Poésie
- La otra orilla, Coria del Río, Qüásyeditorial, 1990. Prix Juan Sierra 1990
- Hainuwele, Cordoue, Ayuntamiento de Córdoba, 1990. Prix de la ville de Cordoue 1990
- Poemas a mi muerte, Madrid, La Palma, 1993. Prix de la ville de Santa Cruz de la Palma 1993
- Semillas para un cuerpo, Soria, Diputación Provincial de Soria, 1998. Prix Leonor 1997
- Conjuros, Madrid, Huerga y Fierro, 2001.
- Lógica borrosa, Malaga, Miguel Gómez Ediciones, 2002.

Matar a Platón, Barcelone, Tusquets, 2004. Prix national de poésie 2004
- Hilos, Barcelone, Tusquets, 2007. Prix national de la Critique et Prix national de la Critique d'Andalousie en 2008.(nl) Draden gevold door Wat, trad. Bart Vonck de Hilos, Leuven (Belgique), P, 2014.
(fr) Fils, trad. de Pierre-Yves Soucy, Le Cormier, 2016.
- La tierra prometida. Barcelone, Milrazones, 2009.
- Hainuwele y otros poemas. Barcelone, Tusquets, 2009.
- Cual. DVD. Lecture de Hilos et petit film interprété par l'auteur. Malaga, Centro de la Generación del 27, 2009.
- Polvo de avispas. Málaga, Árbol de Poe, 2011.
- Balbuceos. Málaga, Árbol de Poe, 2012.
- La herida en la lengua. Barcelone, Tusquets 2015.
- Escribir / Écrire, trad. Stéphane Chaumet, Bordeaux, Éditions Librairie Olympique, 2018.
- Cual menguando, Barcelone, Tusquets 2018.
- Medea, Barcelona, Tusquets, 2020.
- Daniel. Voces en duelo (avec Piedad Bonnett), Barcelona, Vaso Roto, 2020.

### Prose
- Filosofía en los días críticos, Valence, Pre-Textos, 2001
- Diarios indios, Valence, Pre-textos, 2005
- Husos. Notas al margen, Valence, Pre-textos, 2006
- Adiós a la India, Malaga, Puerta del Mar, 2009
- Bélgica. Cuadernos de la memoria. Valence, Pre-textos, 2011
- India, Valence, Pre-textos, 2014
- La baba del caracol, España-México, Vaso Roto, 2014
- La mujer de pie, Barcelona, Galaxia Gutenberg, 2015
- La compasión difícil, Barcelona, Galaxia Gutenberg, 2018

### Essais
- El monte Lu en lluvia y niebla. Lo divino en María Zambrano, Malaga, Diputación Provincial de Málaga, 1990.
- La creación por la metáfora. Introducción a la razón-poética, Barcelone, Anthropos, 1992.
- El crimen perfecto. Aproximación a la estética india, Madrid, Tecnos, 1993.
- La sabiduría como estética. China: confucianismo, budismo y taoísmo, Madrid, Akal, 1995.
- La razón estética, Barcelone, Laertes, 1998.
- Rasa. El placer estético en la tradición india, Bénarés, Indica Books, 1999 et Palma de Mallorca, Olañeta, 2007.
- En la traza. Pequeña zoología poemática, Barcelone, Centro de Cultura Contemporánea, 2008.(en) In the tracing. Small Poetic Zoology, trad. Julie Wark, Center of Contemporary Culture, Barcelone, 2008
- Contra el arte, y otras imposturas, Valence, Pre-textos, 2009.
- India, Valence, Pre-textos, 2014.
- La razón estética, Barcelone, Galaxia Gutenberg, 2017.
- ¿Es posible un mundo sin violencia?, España-México, Vaso Roto, 2018.
- Las venas del dragón, Madrid, Editorial Galaxia Gutenberg, 2021.

### Œuvres traduites en braille laONCE
- Matar a Platón.
- Hilos.
- Hainuwele y otros poemas.

## Éditions
- Estética y Hermenéutica, ed. Chantal Maillard et Luis de Santiago Guervós, Málaga, Contrastes. Revista Interdisciplinar de Filosofía, 1999.
- Henri Michaux: Escritos sobre pintura, Murcia, Colegio de Arquitectos y Aparejadores, 2000, 2007.
- El árbol de la vida. La naturaleza en el arte y las tradiciones de la India, Barcelone, Kairós, 2001.
- Henri Michaux: Retrato de los meidosems, Valence, Pre-Textos, 2008.
- Henri Michaux: Escritos sobre pintura, España-México, Vaso Roto, 2018